# Aleksandar Bajevski
 (janvier 2008).
Aleksandar Bajevski est un footballeur international macédonien né le 8 décembre 1979 à Skopje.

## Carrière
- 1999-2002 :  Vardar Skopje
- 2002-déc. 2002 :  OFK Belgrade
- jan. 2003-déc. 2003 :  Győri ETO FC
- jan. 2004-2004 :  Balaton FC
- 2004-2006 :  Ferencváros
- 2006-fév. 2007 :  Górnik Łęczna
- mars 2007-2007 :  Al Ahly Doha
- 2007-jan. 2008 :  FC Malines
- 2008-déc. 2008 :  Vardar Skopje
- jan. 2009-2010 :  FK DAC 1904 Dunajská Streda
- 2010-2011 :  FK Flamurtari

## En sélection nationale
- 8 sélections et 2 buts avec la  Macédoine du Nord depuis 2003.